# 帥蛺蝶屬
帥蛺蝶屬（學名：Sephisa）是閃蛺蝶亞科裡的一個屬。包含4個物種。分佈於東亞。

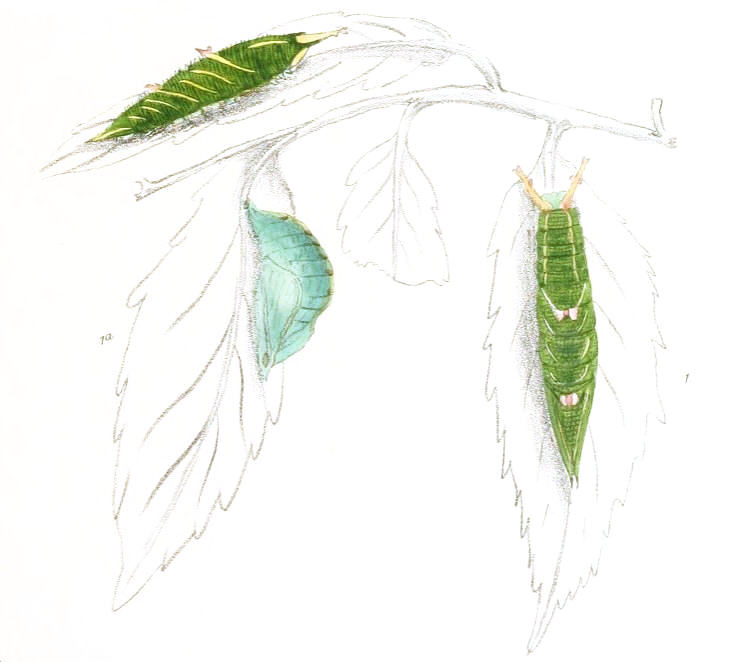
台灣帥蛺蝶的幼蟲和蛹